# Rotsjön, Västerbotten
Rotsjön är en sjö i Skellefteå kommun i Västerbotten och ingår i Rickleåns huvudavrinningsområde. Sjön har en area på 0,208 kvadratkilometer och ligger 246,1 meter över havet. Sjön avvattnas av vattendraget Rotbäcken.

## Delavrinningsområde
Rotsjön ingår i det delavrinningsområde (716064-171279) som SMHI kallar för Namn saknas. Medelhöjden är 263 meter över havet och ytan är 8,35 kvadratkilometer. Det finns inga avrinningsområden uppströms utan avrinningsområdet är högsta punkten. Rotbäcken som avvattnar avrinningsområdet har biflödesordning 3, vilket innebär att vattnet flödar genom totalt 3 vattendrag innan det når havet efter 68 kilometer. Avrinningsområdet består mestadels av skog (79 procent). Avrinningsområdet har 0,21 kvadratkilometer vattenytor vilket ger det en sjöprocent på 2,5 procent.